# Leon Packheiser
Leon Packheiser (* 16. Mai 1995) ist ein deutscher Fußballspieler. Er spielte zuletzt für den FC Rot-Weiß Erfurt.

## Karriere
Nachdem er in den Jugendmannschaften des Hamburger SV gespielt hatte, ging Packheiser 2013 zum FC Rot-Weiß Erfurt. Dort spielt er zumeist mit der A-Jugend in der U-19-Bundesliga Nord/Nordost, stand aber bereits mehrfach im Kader der ersten Mannschaft. Seinen ersten Profi-Einsatz absolvierte er, als er in der 3. Fußball-Liga am 29. Spieltag der Saison 2013/14 beim 4:2-Sieg gegen den VfB Stuttgart II für Marius Strangl eingewechselt wurde.
Im Sommer 2015 wechselte er in die Regionalliga Nord zum Lüneburger SK Hansa.